# Il Pagante
Il Pagante è un gruppo musicale italiano formatosi a Milano nel 2010.
Dopo aver pubblicato una serie di singoli, nel 2016 esce il primo album in studio, Entro in pass, seguito nel 2018 da Paninaro 2.0, nel 2022 da Devastante e nel 2025 da  FOMO.

## Storia

### 2010-2016: gli inizi e il primo album
Il gruppo nasce nel 2010 come una pagina del social network Facebook, volta a creare ironia sugli stili di vita dei giovani milanesi, in particolar modo sui cosiddetti PR e su coloro che acquistano dai PR i biglietti per gli eventi, ossia i paganti, da cui prende il nome la formazione. I fondatori sono Giordano Cremona (figlio del comico e illusionista Raul Cremona, che formerà con Federico Mercuri il duo Merk & Kremont, produttore di diversi brani del gruppo), Guglielmo Panzera e Alfredo Tomasi, a cui si aggiungono due cantanti, Roberta Branchini e Federica Napoli. Panzera e Tomasi fondano assieme la E Ventures srl, con cui successivamente produrranno i video e organizzeranno i concerti del gruppo.
Con l’idea di voler trasformare in musica i post che pubblicavano, nel gennaio del 2012 esce il primo singolo, che viene pubblicato sulla piattaforma YouTube e porta il titolo di Entro in pass, prodotto da Federico Mercuri (in arte Merk) e con le voci di Marco Del Bono, Roberta Branchini e Federica Napoli per l'etichetta discografica Restylers. Nello stesso anno esce la seconda canzone, Si sboccia. L'anno successivo viene caricato il videoclip di #Sbatti che segna l'entrata ufficiale nel gruppo di Edoardo Cremona, in arte Eddy Veerus, cugino di Kremont e nipote di Raul Cremona; il singolo viene seguito da date in alcune discoteche tenute dai membri del gruppo. Già dai primi singoli raggiungono un discreto successo, ricevendo allo stesso tempo anche critiche per le canzoni. Inizialmente, il gruppo rifiuta contratti discografici da parte di major e alcune serate per scelte personali, cioè non voler fare nulla con l'intento di guadagnare.
Agli inizi di febbraio 2014 viene messo in commercio il singolo Pettinero, mentre nel novembre pubblicano Faccio after per la Warner Music Italia, nel cui video compare Gué Pequeno, raggiungendo la top 10 della classifica iTunes. Nel dicembre 2014 il gruppo ottiene oltre dieci milioni di visualizzazioni su YouTube con i cinque video musicali registrati. Nello stesso anno hanno svolto un tour, in giro per l'Italia, nelle discoteche e nelle piazze. Sia Faccio after che Pettinero vengono certificati disco d'oro. Durante il 2015, i membri del gruppo viaggiano a Formentera per registrare il nuovo videoclip Vamonos, in cui appaiono Le Donatella. Il singolo si posiziona alla numero uno della classifica iTunes e successivamente viene certificato disco di platino. Nel luglio, prendono parte alla terza edizione del Summer Festival, vincendo la seconda puntata.
Nel febbraio del 2016 viene messa in commercio la canzone La shampista, un brano che richiama La regina del Celebrità degli 883, il cui frontman Max Pezzali appare nel video insieme a Pier Paolo Peroni. Il 10 giugno dello stesso anno, in occasione del campionato europeo di calcio, esce Bomber, che a luglio viene presentato alla quarta edizione del Summer Festival; mentre il 16 settembre viene pubblicato il primo album in studio dal titolo Entro in pass, edito da Warner Music Italy, che debutta alla posizione numero 3 della classifica FIMI. Prima del disco, il 9 settembre esce il singolo DAM. Nel settembre 2016 il gruppo fa una serie di "instore"; quindi, a partire da ottobre, una serie di concerti. Dalla fine di novembre i componenti del gruppo interpretano la sigla del programma televisivo Riccanza per MTV. In seguito le canzoni DAM e Bomber ottengono la certificazione di platino, mentre La shampista viene riconosciuta disco d'oro.

### 2017-2018: i successivi singoli e il secondo disco
Continuando il Entro in pass club tour, dal compact disc viene estratto un ulteriore singolo dal titolo Fuori corso, uscito il 24 marzo 2017. A fine aprile si concludono le esibizioni. Durante l'estate esce il brano Too Much che vede la partecipazione in video del politico Antonio Razzi e certificato disco d'oro. Alla canzone segue il Too Much Summer Tour che ha inizio il 27 maggio 2017 con la partecipazione ai TIM MTV Awards, concludendosi nel settembre.
Nel gennaio del 2018 esce Dress Code, featuring con Samuel Heron, mentre il 16 luglio viene pubblicato il video musicale di Il terrone va di moda. Il 21 settembre viene messo in vendita il secondo album in studio dal titolo Paninaro 2.0 per Believe, seguito dalla canzone Radical chic, contenuta nel disco e pubblicata come singolo il 19 ottobre successivo. L'album debutta alla sesta posizione della classifica album FIMI. All'album segue una serie di firmacopie in alcuni store italiani e viene succeduto da alcuni concerti nel territorio del Bel paese. Da segnalare la partecipazione del gruppo al Giffoni Film Festival, con un'esibizione in apertura al cantautore Fabrizio Moro. Il 30 novembre 2018 viene estratto un nuovo singolo dal secondo disco del trio, ossia Settimana bianca, il cui videoclip omaggia il film Vacanze di Natale di Carlo Vanzina e vede la partecipazione dell'attore Massimo Boldi. Agli inizi di dicembre 2018, l'album Entro in pass e il singolo Ultimo vengono certificati disco d'oro, mentre nel mese di aprile 2019 Settimana Bianca viene certificato disco d'oro e Pettinero disco di platino.

### 2019-2022: terzo album e l'addio di Federica Napoli
Il 16 aprile 2019 esce Destinazione privè per Mondadori, il primo libro del gruppo, pubblicato sotto lo pseudonimo di Johnny Il Pagante e scritto da Jean Ferretti, presentato lo stesso giorno alla Mondadori di Milano. Dal 31 maggio successivo il gruppo comincia il Summer tour, con prima tappa la città di Feltre.
Nel gennaio del 2020 il trio musicale collabora con J-Ax nella canzone Per sempre nell'83, contenuta nell'album ReAle del rapper milanese, pubblicato il 24 gennaio, mentre nel giugno 2020 viene annunciato il nuovo singolo del gruppo, Portofino, uscito il 1º luglio seguente.
Il 9 giugno 2021 viene pubblicato sulle piattaforme musicali il nuovo singolo Open Bar, il cui video ufficiale uscirà due settimane dopo; il 23 novembre 2021 il gruppo annuncia il loro terzo album, Devastante, uscito il 21 gennaio 2022 e preceduto dal singolo Un pacco per te, che vede la partecipazione di Lorella Cuccarini.
A marzo 2022 Federica Napoli annuncia l'abbandono del gruppo, che diventa quindi un duo.
Ad aprile 2022 il gruppo organizza quattro concerti a Londra, Milano e Roma per celebrare i 10 anni di attività musicale e alle due date milanesi partecipa anche Federica Napoli ed il trio viene affiancato da ospiti quali Myss Keta, J-Ax e Lorella Cuccarini. Il 30 maggio dopo la sua uscita vengono svelate le date per la 2ª edizione del Summer tour.
Il 2 dicembre annuncia le date del nuovo tour invernale chiamato XMAStour.

### 2023-presente: i nuovi singoli e l'albumFOMO
Il 9 giugno 2023 esce il primo singolo pubblicato in duo Poveri mai con una sonorità house grazie al produttore MorganJ in concomitanza con l'inizio della 3ª edizione del Summer tour. Il 10 luglio annuncia il singolo estivo Cerveza che è uscito il 21 del mese.
L'11 gennaio 2024 annuncia tramite gli account social l'uscita del nuovo singolo Spingere in collaborazione con VillaBanks per il 23 gennaio.
Il 17 maggio esce il singolo Maranza in collaborazione con Fabio Rovazzi, mentre qualche giorno più tardi il duo annuncia la 4ª edizione del SummerTour che è partito dal 1º giugno fino a metà settembre.
Il 4 dicembre annunciano il loro tour invernale Winter Showcase.
Per festeggiare l'avvento del 2025, a Capodanno si esibiscono in Sardegna a Iglesias chiamati a partecipare subito dopo la performance del gruppo Le Vibrazioni. Con l'anno nuovo, il 10 gennaio esce un nuovo singolo, Clamo che mescola influenze della musica elettropop e degli anni '90 in collaborazione con Sillyelly una cantante del genere musicale hyperpop.
Il 13 giugno esce il quarto album del Pagante, FOMO con dodici tracce compresi i singoli fatti uscire precedentemente annunciando anche un concerto il 15 settembre "Milano Forever" per festeggiare i 15 anni del gruppo. Dieci giorni dopo annuncia la 5ª edizione del Summer Tour.

## Formazione
Attuale
- Brancar (Roberta Branchini) – voce (2010-presente)
- Eddy Veerus (Edoardo Cremona) – voce (2013-presente)

Ex componenti
- Marco Del Bono – voce (2010-2013)
- Federica Napoli – voce (2010-2022)

## Discografia
- 2016 – Entro in pass
- 2018 – Paninaro 2.0
- 2022 – Devastante
- 2025 – FOMO

## Opere
- Destinazione privè, pubblicato come Johnny Il Pagante, Mondadori (2019)